# Masiewicze (rejon małorycki)
Masiewicze (biał. Масевічы, Masiewiczy; ros. Масевичи, Masiewiczi) – wieś na Białorusi, w obwodzie brzeskim, w rejonie małoryckim, w sielsowiecie Wielkoryta.
Siedziba parafii prawosławnej; znajduje się tu cerkiew pw. św. Michała Archanioła.

## Historia
W drugiej połowie XVII wieku wieś należała do ekonomii brzeskiej. 
W XIX i w początkach XX w. położone były w Rosji, w guberni grodzieńskiej, w powiecie brzeskim.
W dwudziestoleciu międzywojennym leżały w Polsce, w województwie poleskim, w powiecie brzeskim, w gminie Wielkoryta. Po II wojnie światowej w granicach Związku Sowieckiego. Od 1991 w niepodległej Białorusi.